# Grip de Hong Kong
La Grip de Hong Kong de 1968 va ser una pandèmia de grip de categoria 2 amb un brot el 1968 i 1969 on van morir aproximadament un milió de persones a tot el món. Va ser causada per una soca H3N2 del virus de la grip A, descendent de H2N2 mitjançant un canvi antigènic, un procés genètic en el qual es van reassortir gens de múltiples subtipus per formar un nou virus.

## Pandèmia de 1968-1969
El primer registre del brot a Hong Kong és del 13 de juliol de 1968. A finals de juliol de 1968, es van notificar grans brots a Vietnam i Singapur. Malgrat la letalitat de la grip asiàtica de 1957 a la Xina, no s'havia millorat el control d'aquestes epidèmies.. El diari Times va ser en realitat la primera font que va alarmar sobre la possibilitat d'aquesta nova pandèmia.
El setembre del 1968, la grip arribava a l'Índia, les Filipines, el nord d'Austràlia i Europa. El mateix mes, el virus va entrar a Califòrnia des les tropes que retornaven de la guerra del Vietnam, però no es va generalitzar als Estats Units fins al desembre del 1968. Arribaria al Japó, Àfrica i Amèrica del Sud el 1969. El brot de Hong Kong, on la densitat de població és de més de 6.000 persones per quilòmetre quadrat, va assolir la intensitat màxima en dues setmanes, amb una durada total de sis mesos de juliol a desembre de 1968. No obstant això, les morts al món per aquest virus van assolir una xifra molt superior el desembre del 1968 i el gener del 1969. En aquell moment, a les revistes científiques i mèdiques es van publicar advertències de salut pública i descripcions del virus.
En comparació amb altres pandèmies, la grip de Hong Kong va produir una baixa taxa de mortalitat, amb un índex de fatalitat per sota del 0,5% convertint-la en una malaltia de categoria 2 a l'índex de severitat pandèmica. La pandèmia va infectar a uns 500.000 residents de Hong Kong, un 15% de la població.
El mateix virus va tornar els anys següents: un any després, a finals de 1969 i principis de 1970, i a 1972. El CDC estima que, en total, el virus va matar un milió de persones a tot el món i al voltant de 100.000 persones als EUA
Als Estats Units van morir menys persones durant aquesta pandèmia que en les pandèmies anteriors per diverses raons. Pot ser que es conservés alguna immunitat contra el virus de la grip N2 en poblacions afectades per les soques de la grip asiàtica que circulaven des de 1957; la pandèmia no va guanyar impuls fins a les vacances escolars d'hivern, limitant així la propagació de la infecció; una millora de l'Assistència sanitària va permetre una millor atenció als malalts, i la disponibilitat d'Antibiòtics més efectius contra la infecció va ajudar.

## Dades clíniques
Els símptomes de la grip van durar de quatre a cinc dies (alguns símptomes van durar fins a dues setmanes).

## Virologia

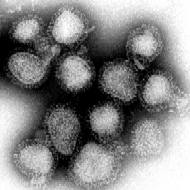
El virus de la grip que va causar la grip de Hong Kong. (ampliat 100.000 vegades)

La grip de Hong Kong va ser el primer brot conegut de la soca H3N2, tot i que a finals del segle xix hi ha proves serològiques d'infeccions per H3N1. El virus es va aïllar a l'Hospital Queen Mary.
En la pandèmia de 1968, les vacunes van estar disponibles un mes després que els brots assolissin el pic dels Estats Units.
Tant les soques de grip pandèmica H2N2 com H3N2 contenien gens de virus de la grip aviària. Els nous subtipus van sorgir en porcs coinfectats amb virus aviars i aviat van ser transferits a humans. Es va considerar que els porcs eren els "hostes intermedis" originals de la grip. Tot i això, hi ha altres hostes capaços de coinfecció similar com moltes espècies d'aus de corral, i és possible la transmissió directa de virus aviars als humans. Pot ser que el H1N1 es transmetés directament d'ocells a humans (Belshe 2005).
La soca de la grip de Hong Kong compartia gens interns i neuraminidasa amb la grip asiàtica de 1957 (H2N2). Els anticossos acumulats contra la neuraminidasa o proteïnes internes podrien haver causat menys víctimes que la majoria de les pandèmies. Tanmateix, hi havia poca informació sobre la immunitat creuada dins i entre els subtipus de grip.